# Alvania bountyensis
Alvania bountyensis is een slakkensoort uit de familie van de Rissoidae. De wetenschappelijke naam van de soort is voor het eerst geldig gepubliceerd in 1950 door Dell.